# Campionati europei di ciclismo su strada 2018 - Cronometro femminile Elite
La cronometro femminile Elite dei Campionati europei di ciclismo su strada 2018, terza edizione della prova, si disputò l'8 agosto 2018 su un percorso di 32,3 km con partenza ed arrivo a Glasgow, nel Regno Unito. La medaglia d'oro fu appannaggio dell'olandese Ellen van Dijk, che completò il percorso con il tempo di 41'39" alla media di 46,53 km/h; l'argento andò all'altra olandese Anna van der Breggen e bronzo alla tedesca Trixi Worrack.
Sul traguardo 33 cicliste su 34 partenti, portarono a termine la competizione.

## Ordine d'arrivo (Top 10)
| Pos. | Corridore            | Squadra     | Tempo   |
| ---- | -------------------- | ----------- | ------- |
| 1    | Ellen van Dijk       | Paesi Bassi | 41'39"  |
| 2    | Anna van der Breggen | Paesi Bassi | a 2"    |
| 3    | Trixi Worrack        | Germania    | a 1'09" |
| 4    | Audrey Cordon-Ragot  | Francia     | a 1'56" |
| 5    | Pernille Mathiesen   | Danimarca   | a 2'09" |
| 6    | Elisa Longo Borghini | Italia      | a 2'12" |
| 7    | Eugenia Bujak        | Slovenia    | a 2'21" |
| 8    | Hayley Simmonds      | Regno Unito | a 2'28" |
| 9    | Ann-Sophie Duyck     | Belgio      | a 2'29" |
| 10   | Lotta Lepistö        | Finlandia   | a 2'39" |